# Alvito (Portugal)
Alvito ist eine Stadt (Vila) in Portugal mit 1196 Einwohnern (Stand 19. April 2021). Der Landkreis von Alvito befindet sich im Nordwesten des Baixo Alentejo 38 km von Beja (Distrikthauptstadt) entfernt mit einer Gesamtfläche von 265 km² und 2280 Einwohnern (Stand 19. April 2021). Es gibt neben der Gemeinde von Alvito noch die Gemeinde von Vila Nova da Baronia, die auch zu diesem Landkreis gehört.
Über die Grenzen des Alentejo hinaus ist Alvito für seine Männerchöre bekannt, die die typischen alentejanischen Gesänge ohne Instrumentalbegleitung vortragen, genannt Cante alentejano (seit 2014 Teil der UNESCO-Liste des Immateriellen Kulturerbes).

## Geschichte und Sehenswürdigkeiten
Alvito bekam das Stadtrecht im Jahre 1280. Das wichtigste Monument im Ort ist die Burg, die im Jahre 1481 durch den ersten Baron von Alvito erbaut wurde, das Gebäude befindet sich neben dem Platz Praça da Republica. Die Hauptkirche Nossa Senhora da Assunção wurde bereits im 13. Jahrhundert erbaut, und in der Zeit von 1480 bis 1554 neu umgestaltet. Im Inneren finden sich Fresken von großer Schönheit. Es ist ohne Zweifel eine der schönsten Kirchen des Alentejo, in der sich verschiedene Stilrichtungen wiederfinden (Barock, Gotik, Manuelinik, Mudéjar-Stil). Ebenfalls beachtenswert ist die Kirche Igreja de Nossa Senhora das Candeias. Diese Kirche wurde ebenfalls im 13. Jahrhundert erbaut und wurde im 16. Jahrhundert zum Sitz des Ordens Santa Casa da Misericórdia von Alvito. Im Inneren der Kirche existieren seltene Kachelmalereien (Azulejos) aus dem 17. Jahrhundert und ein vergoldeter Altar.

## Verwaltung

### Kreis
|  |

Alvito ist Sitz eines gleichnamigen Kreises (Concelho) im Distrikt Beja. Die Nachbarn sind im Norden Viana do Alentejo, im Osten Cuba, im Süden und Westen Ferreira do Alentejo und im Westen Alcácer do Sal.
Zwei Gemeinden (Freguesias) bilden den Kreis Alvito:

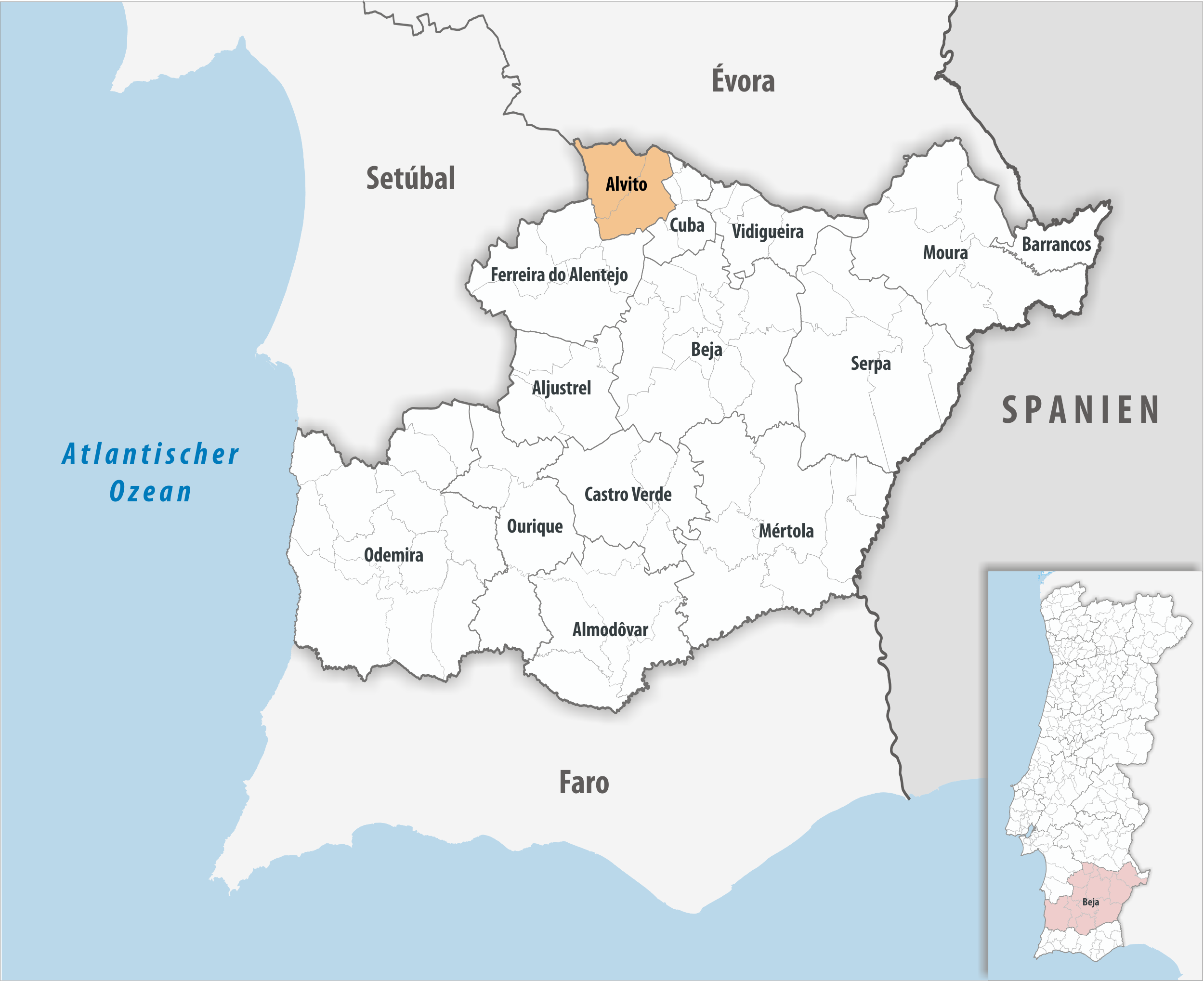
Kreis Alvito

| Gemeinde             | Einwohner (2021) | Fläche km² | Dichte Einw./km² | LAU- Code |
| -------------------- | ---------------- | ---------- | ---------------- | --------- |
| Alvito               | 1.196            | 136,52     | 9                | 020301    |
| Vila Nova da Baronia | 1.084            | 128,33     | 8                | 020302    |
| Kreis Alvito         | 2.280            | 264,82     | 9                | 0203      |

### Bevölkerungsentwicklung
| Jahr:      | 1801 | 1849 | 1900 | 1930 | 1960 | 1981 | 1991 | 2001 | 2004 | 2011 |
| Einwohner: | 1079 | 4569 | 3065 | 4556 | 4850 | 2968 | 2650 | 2688 | 2708 | 2523 |

### Kommunaler Feiertag
- Christi Himmelfahrt

### Städtepartnerschaften
- Italien: Alvito (seit 1998)[4]

## Söhne und Töchter der Stadt
- Luís Cerqueira (1552–1614), Jesuit, Tiberias-Titularbischof in Japan
- Joaquim von Oriola (1772–1846), portugiesisch-preußischer Diplomat
- Raul de Carvalho (1920–1984), Dichter
- Mariana Mortágua (* 1986), Ökonomin und Autorin, Politikerin des Bloco de Esquerda